# Hans-Werner Gessmann

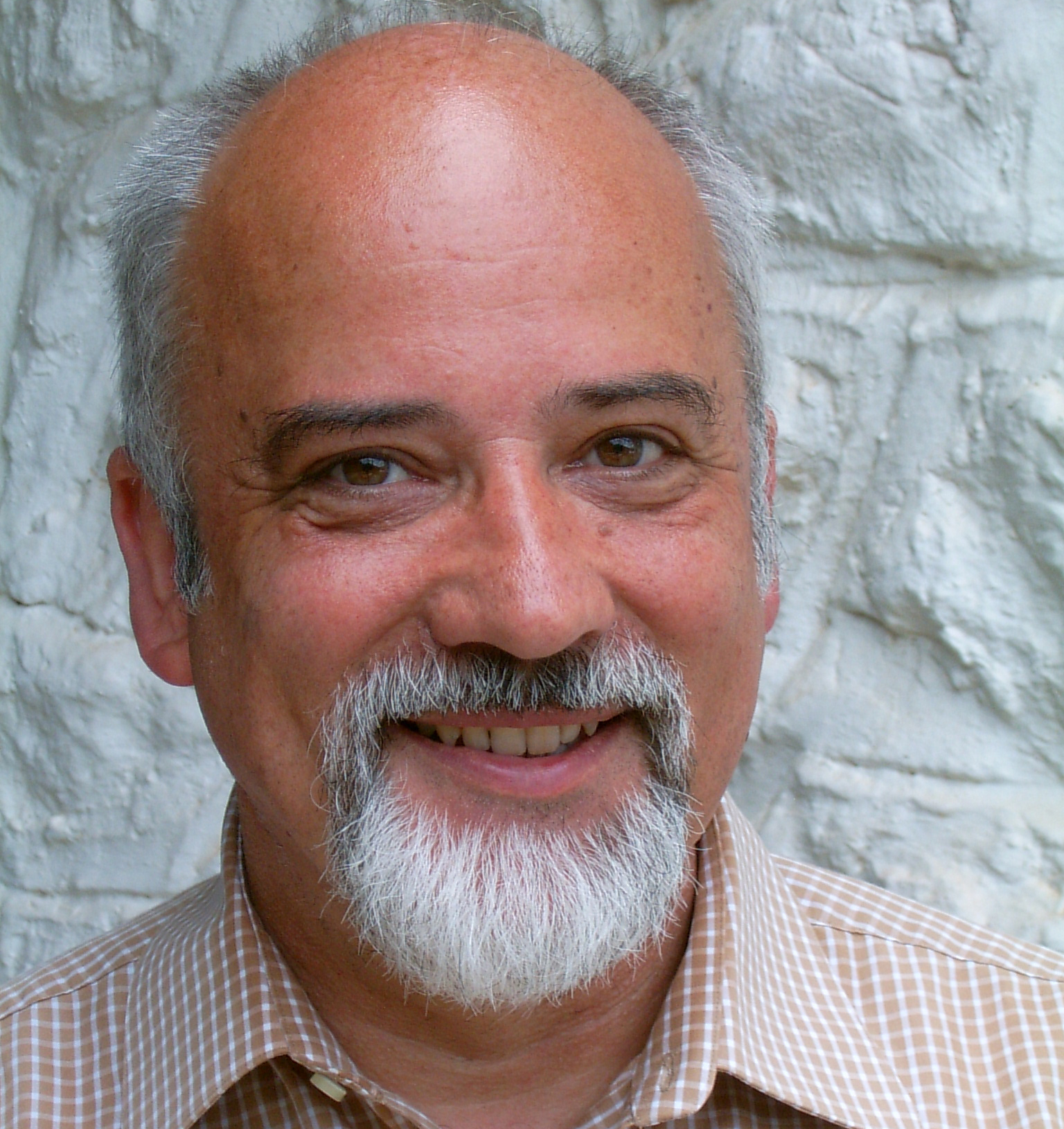
Hans-Werner Gessmann (2010)

Hans-Werner Gessmann (* 24. März 1950 in Duisburg; † 3. Oktober 2023) war ein deutscher Psychologe, Begründer des Humanistischen Psychodramas und Hochschullehrer in Russland, Indien und Afrika.

## Leben
Gessmann studierte Biologie und Deutsch an der Pädagogischen Hochschule Ruhr/Mercator Universität Duisburg von 1969 bis 1971, dann Klinische Psychologie an der California Christian University von 1971 bis 1976, daneben Naturheilkunde beim Verband Deutscher Heilpraktiker in Wunstorf 1974–1976. Mit „A Comparative Study of Heredity, Enviroment and Behavior Symptoms of Selected Dyslexic Children and Non-Dyslexic Children“ promovierte er in den USA 1976 über Verursachungsfaktoren der Dyslexie.
Nachdem er Helen Singer Kaplan in New York kennengelernt hatte, wandte er erstmals das von ihm begründete Humanistische Psychodrama in Verbindung mit der Hypnose bei Behandlungen von Sexualstörungen an und führte das Psychodrama in die Kinderpsychotherapie ein.
Er gründete 1973 das Psychotherapeutische Institut Bergerhausen in Duisburg und führte es von 1977 bis 1989 in der Burg Bergerhausen bei Kerpen weiter. Es wurde als Zentrum für die Weiterentwicklung Humanistischer Psychotherapien sowie Integrativer System- und Familientherapie von bislang mehr als 1.500 Psychotherapeuten genutzt. Nach dem Tod des Burgeigentümers Clemens von Loë arbeitete das Institut wieder in Duisburg. 20 Jahre lang konzentrierte sich die sexualtherapeutische Arbeit auf Transidentität. Gessmann wurde in Deutschland als Gerichtsgutachter anerkannt.
Mit der Abteilung Schlafmedizinisches Zentrum gründete Gessmann 1986 Deutschlands erstes ambulant arbeitendes Schlaflabor, in dem von 1998 bis 2002 das Zungenmuskel-Training mit dem eingetragenen Markenzeichen ZMT® als alternatives Behandlungsverfahren gegen die Schlafapnoe entwickelt wurde.
Gessmann lehrte und forschte ab 2007 als Hochschullehrer für Klinische Psychologie in der Fakultät der Sozialpsychologie der Staatlichen Nekrassow-Universität Kostroma, ab 2009 als Professor für Allgemeine und Entwicklungspsychologie an der Staatlichen Akademie der Sozialverwaltung Moskaus. Im April 2011 wurde er als erster Deutscher in Russland Direktor mit Promotionsrecht des Internationalen Zentrums für Klinische Psychologie und Psychotherapie an der Staatlichen Universität Kostroma mit dem Arbeitsschwerpunkt Psychotherapieausbildung und -forschung. Hier wurden unter seiner Leitung in der Zusammenarbeit deutsch-russischer Fachleute aus den psychosozialen Berufen eigenständige Psychotherapie-Fortbildungsgänge verwirklicht. Ab 2012 lehrte er an der Fakultät für Juristische Psychologie der Staatlichen Moskauer Psychologisch-Pädagogische Universität (MGPPU) Systemische Familientherapie und Humanistisches Psychodrama. 2013 wurde Gessmann Gastprofessor an der Staatlichen Universität Smolensk, wo er Humanistisches Psychodrama lehrte.
Im September 2017 führte Hans-Werner Gessmann erstmals die Gruppenpsychotherapie Humanistisches Psychodrama in Aserbaidschan ein. 141 Psychotherapeuten des Landes nahmen an der Veranstaltung in Baku teil. 2019 und 2020 war er Mitglied des Internationalen Organisationskomitee der VI. International Scientific and practical Conference an der Staatlichen Medizin-Universität Krasnojarsk Prof. V. F. Volno-Yasenetzky. Ab März 2020 arbeitete er dort als Langzeit-Gastprofessor für Klinische Psychologie und Psychotherapie und begann in Zusammenarbeit mit dem Internationalen Zentrum für klinische Psychologie und Psychotherapie (ICCPP) zu arbeiten. Das ICCPP wuchs schnell und arbeitet in mehr als 30 Ländern mit über 200 Spezialisten.
Von Mai 2021 bis Dezember 2022 war er Adjunctiv Professor an der Madras Social Work Academy in Chennai für Humanistische Psychologie. Im Juni 2021 wurde er zum Leiter der Abteilung Psychologie an der DMI - St. John the Baptist Universität in Malawi/Südafrika ernannt.
Gessmann war ab 1977 Mitglied in der American Society of Group Psychotherapy and Psychodrama, der International Association of Group Psychotherapy and Psychodrama und im Deutschen Fachverband für Psychodrama.
Er war Internationales Mitglied der Amerikanischen Psychologischen Vereinigung (APA).
Hans-Werner Gessmann hielt Vorlesungen über humanistische Psychodrama als Gruppenpsychotherapie und bot Präsentationen über Psychosomatik zusammen mit seinem wissenschaftlichen Assistenten Vishal Lohchab während der Monate August und September 2023 an der CHRIST (Deemed to be University) in Neu-Delhi und Bangalore. Sie arbeiteten gemeinsam an zwei psychologischen Büchern und sind seit vier Jahren zusammen tätig.
Werner Gessmann verstarb am 3. Oktober 2023.

## Werk
Gessmann gehörte zu den Forschern im Bereich des Psychodramas und veröffentlichte über 200 Schriften und Filme zu psychologischen Themenbereichen. Pionierarbeit im deutschsprachigen Raum leistete er durch wissenschaftliche Filmdokumentationen, die Publikation einer Schriftenreihe „Humanistisches Psychodrama“, der Herausgabe eines Internationalen Journals zum Humanistischen Psychodrama und ab dem Jahr 2021 gemeinsam mit Vishal Lohchab das Journal des Internationalen Zentrums für Klinische Psychologie und Psychotherapie.
Als Schwerpunkt der Arbeit entwickelte und lehrte Gessmann seit 1979 das Humanistische Psychodrama als Form des Psychodramas, das von Jacob Levy Moreno konzipiert wurde. Es beruft sich auf die von Abraham Maslow und Carl Rogers  Ende der 1950er Jahre entwickelten Konzepte der Humanistischen Psychologie. Insbesondere arbeitete er zur Methode des Doppelns.

## Auszeichnungen
- 2010: Orden für die Völkerverständigung Russland-Deutschland[29]
- 2010: KSU Kostroma – Fakultät für Soziale Psychologie Ehrenprofessur[30]
- 2011: Staatliche Nekrassow-Universität Kostroma Ehrenprofessur[31]
- 2014: Staatliche Psychologisch-Pädagogische Universität Moskau Ehrenprofessur[32]
- 2014: Internationales P.A. Stolypin Institut für Information und Öffentliche Verwaltung Moskau Ehrenprofessur[33]
- 2021: World Teacher Award 2021 vom Educational and Psychological Research Centre Madurai, Tamil Nadu, Indien
- 2021: Miembro honorario von Criminologia sin fronteras, Mexiko
- 2022: International Honorary Life Membership - Global Institute of Counseling Professionals - Sri Lanka[34]
- 2022: Honorary Advisor - Divine Bliss Foundation - Kolkata/Indien

## Schriften
- Übungslehrbuch zum psychologischen Test für das Studium der Medizin, Zahnmedizin und Tiermedizin. (Ü-PTM 14). Jungjohann Verlag, Neckarsulm 1981.
- (Hrsg.): Bausteine zur Gruppenpsychotherapie, Band 1 1984, Band 2 1987,  Band 3, Jungjohann Verlag, Neckarsulm 1990.
- Über die Wirksamkeit psychodramatischer Wochenendseminare auf die im Freiburger Persönlichkeitsinventar erfassten Merkmale und auf das Aggressionsverhalten gemessen mit dem Rosenzweig-Picture-Frustration-Test. In: Humanistisches Psychodrama. 1. Verlag des Psychotherapeutischen Instituts, Bergerhausen 1994, S. 85–94.
- Übungstest für Medizinische Studiengänge 95/96 im Originalformat. 3. Testrevision, Jungjohann Verlagsgesellschaft, Neckarsulm/Stuttgart 1995.
- Das Humanistische Psychodrama. In: Internationale Zeitschrift für Humanistisches Psychodrama. Juni 1995, 1. Jahrgang, Verlag des PIB, Duisburg.
- Empirische Untersuchung der therapeutischen Wirksamkeit der Doppelmethode im Humanistischen Psychodrama. In: Internationale Zeitschrift für Humanistisches Psychodrama. 2(1), 1995, S. 5–23.
- Humanistische Psychologie und Humanistisches Psychodrama. In: (Hrsg.): Humanistisches Psychodrama. Band 4, Verlag des PIB, Duisburg 1996.
- (Hrsg.): Humanistisches Psychodrama. Band I–IV. Verlag des PIB, Duisburg seit 1996.
- (Hrsg.): Empirische Untersuchung der therapeutischen Wirksamkeit der Doppelmethode im Humanistischen Psychodrama. In: Humanistisches Psychodrama. Band 4, Verlag des PIB, Duisburg, 1996.
- Das Zungenmuskel-Training – ein alternatives Behandlungsverfahren gegen Schlafapnoe und Schnarchen. Verlag des Psychotherapeutischen Instituts Bergerhausen, Duisburg 2001, ISBN 3-928524-43-7.
- Системная терапия и консультирование. (Russische Bearbeitung: Elena Oladova). (Aichach: Verlag des PIB) 2020.
- Formen der Psychotherapie – Einführungen. (Russische Bearbeitung: Elena Oladova). Verlag des PIB, Duisburg 2011.
- Empirischer Beitrag zur Prüfung der Wirksamkeit psychodramatischer Gruppenpsychotherapie bei NeurosepatientInnen (ICD-10: F3, F4) The effects of psychodramatic group psychotherapy with neurosis patients — an empirical contribution (ICD-10: F3, F4). In: Zeitschrift für Psychodrama und Soziometrie. Volume 10, Supplement 1, S. 69–87, doi:10.1007/s11620-011-0128-3.
- Im Rollentausch mit Sigmund Freud – Konspekt-Analyse über die Traumdeutung 1916. Materialien für den Psychologie-Unterricht Verlag des PIB, Duisburg 2011, ISBN 978-3-928524-65-0.Введение в практику обращения с больными со злокачественными опухолевыми заболеваниями // Медицинская психология в России: электрон. науч. журн. – 2017. – T. 9, № 5(46) [Электронный ресурс]. – URL: http://mprj.ru/ (дата обращения: чч.мм.гггг).
- Statistic – Introduction to statistical tests for beginners, mit Lohchab. Verlag des PIB Aichach 2022, ISBN 978-3-928524-83-4
- Transidentity, mit Lohchab, Verlag des PIB Aichach 2022, ISBN 978-3-928524-82-7

## Lehrfilmproduktionen
- „Willst Du gesund werden?“ – eine Einführung in das Bibliodrama. Verlag des PIB, Duisburg 1994.
- Gessmann/Hossbach: Peter Härtling – Trauer und Trost. Erarbeitung eines literarischen Textes mithilfe szenischer Methoden aus dem Humanistischen Psychodrama. Verlag des PIB, Duisburg 2006.
- Gessmann/Opdensteinen: Rainer Maria Rilke – Der Panther. Theaterprojekt der Kölner Nordpark Förderschule Lernen mit Methoden des Humanistischen Psychodramas. Verlag des PIB, Duisburg 2008.
- Methoden des Humanistischen Psychodramas (digitalisierte Neubearbeitung von 1989) – ausgewählte Methoden aus dem Humanistischen Psychodrama: Szenen-Erstinterview, Doppel, Hilfs-Ich, Rollentausch, Soziales Atom, Stegreif-Szenen, Kreative Erwärmungen. Verlag des PIB, Duisburg 2008.
- „Es war kein Sekt mehr da“ (digitalisierte Neubearbeitung einer dokumentarischen Aufzeichnung aus dem Jahre 1989 von der Behandlung einer Arbeitsstörung mit Hilfe des Humanistischen Psychodramas).  Verlag des PIB, 2008
- Gessmann/Romeik: Psalm 23 – Er ist mein Hirte. Humanistisches Psychodrama mit biblischem Text. Verlag des PIB, Duisburg, 2009.
- «Шампанское закончилось» Использование игры протагонистов гуманистической психодрамы в работе с нарушениями отношенийб. Издательство ПИБ, Дуисбург 2009.
- Gessmann/Passmann: Der Querk im Lummerland. Humanistisches Psychodrama mit Vorschulkindern. Verlag des PIB, Duisburg 2009.
- Gessmann/Vieten: Humanistisches Psychodrama mit älteren und alten Menschen. Marienkloster 2009. Verlag des PIB, Duisburg 2009.
- Kindheit und Jugend in der NS-Zeit – Dokumentation einer Zeitzeugenbefragung am Städtischen Gymnasium Straelen. Verlag des PIB, Duisburg 2010.
- „Heute koch ich, morgen brau ich …“ – Eine „rührende“ Geschichte. Protagonistenzentriertes Humanistisches Psychodrama über einen Traum. Verlag des PIB, Duisburg 2011.
- Methoden der Systemischen Therapie 1: Der Einsatz des Familienbrettes in verschiedenen systemtherapeutischen Schulen. Verlag des PIB, Duisburg 2011.
- Kinderpsychodramatherapie. Dokumentation über den Beginn der Therapieform. Verlag des PIB, Duisburg 2011
- Im Rollentausch mit Sigmund Freud – Vortrag über die Traumdeutung 1916. Verlag des PIB, Duisburg 2011, ISBN 978-3-928524-68-1.
- Gessmann, H.-W.; Lohchab, V.: Transidentity. Verlag des PIB, Aichach 2022 in englischer Sprache, ISBN 978-3-928524-82-7